# Гефрес
Гефрес (нім. Gefrees) — місто в Німеччині, розташоване в землі Баварія. Підпорядковується адміністративному округу Верхня Франконія. Входить до складу району Байройт.
Площа — 50,08 км2. Населення становить 4251 ос. (станом на 31 грудня 2020).